# Tephritis pulchra
Tephritis pulchra är en tvåvingeart som först beskrevs av Friedrich Hermann Loew 1844.  Tephritis pulchra ingår i släktet Tephritis och familjen borrflugor. Inga underarter finns listade i Catalogue of Life.